# Ü
Ü ali ü je črka, ki se uporablja v več latinskih pisavah za označevanje sprednjega zaokroženega samoglasnika [y] ali kot diakritični znak za označevanje izgovarjave glasov [u] ali [w].
Ü je črka v abecedah nemščine, madžarščine, estonščine ter turščine in še nekaj turških jezikov, ki so zapisovani v latinici. V vseh teh jezikih označuje izgovarjavo glasu [y] oziroma sprednji zaokroženi samoglasnik. V švedščini in finščini se za označevanje tega glasu namesto črke Ü uporablja črka Y. V nemščini je črka Ü skupaj s črkama Ä in Ö ena od treh črk s preglasom. V turških jezikih, ki so zapisovani v cirilici, se namesto črke Ü uporablja črka Ү oziroma mala črka ү.
Uporaba črke Ü za označevanje glasu [w] je pogosta v romanskih jezikih kot sta španščina in katalonščina. V španščini ta črka označuje izgovarjavo glasu [w] v skupinah črk kot sta güe [gwe] ali güi [gwi], ki ju je treba razlikovati od skupin črk gue in gui, kjer je izgovarjava [ge] oziroma [gi].